# Odysseus (Fernsehserie)
Odysseus ist eine französisch-italienische Fernsehserie mit historisch-mythologischem Hintergrund aus dem Jahr 2013. Regie führte Stéphane Giusti. Die deutsche Erstausstrahlung fand ab dem 13. Juni 2013 auf Arte statt.

## Handlung
Die Serie handelt vom Odysseus-Thema, jedoch aus der Perspektive der auf Ithaka Zurückgebliebenen sowie von den Verwerfungen nach Odysseus’ Rückkehr.

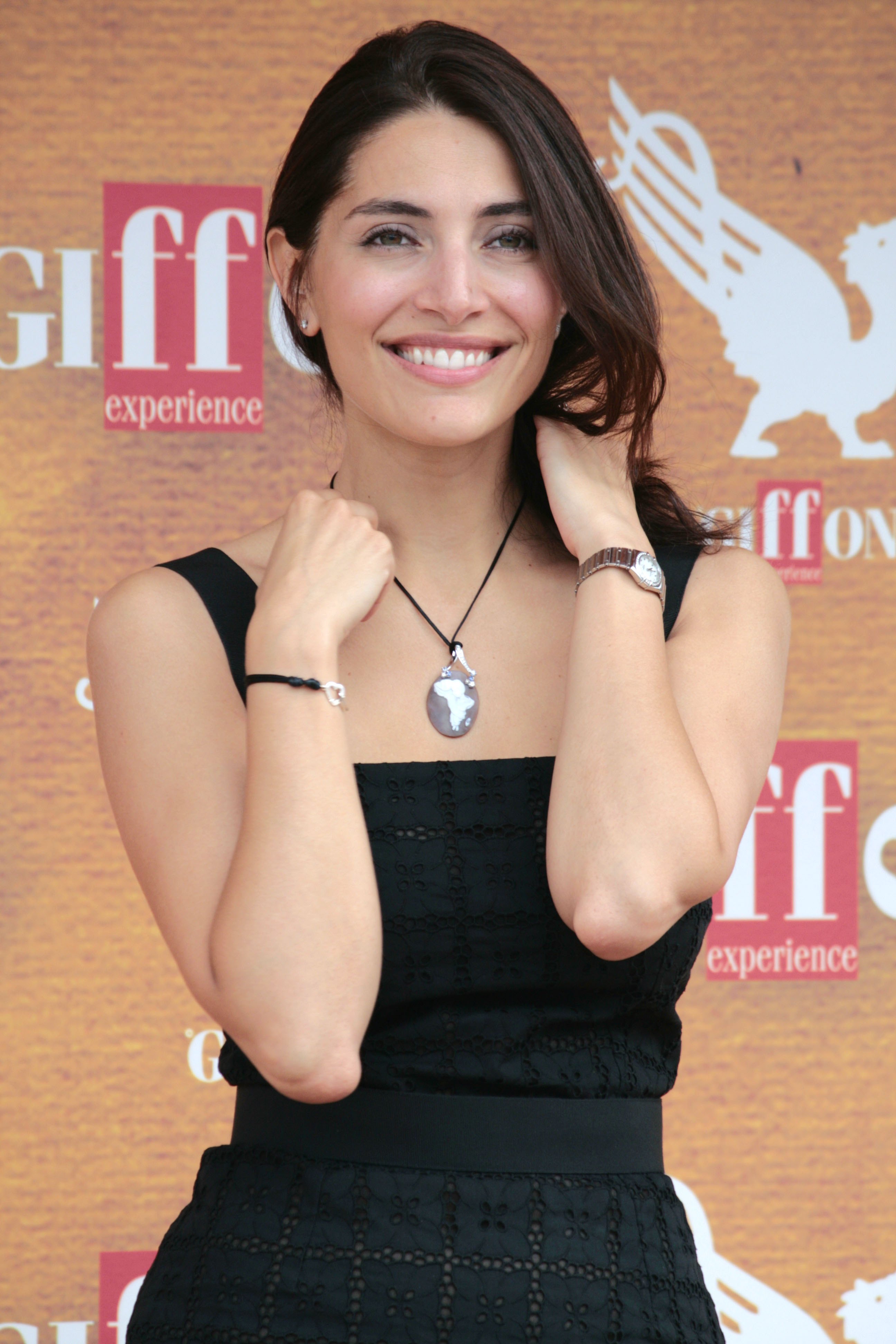
Penelope (Caterina Murino)
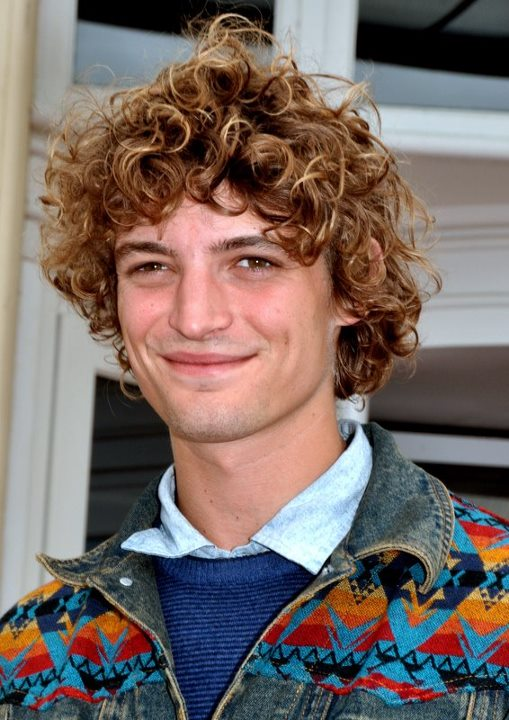
Telemachos (Niels Schneider)
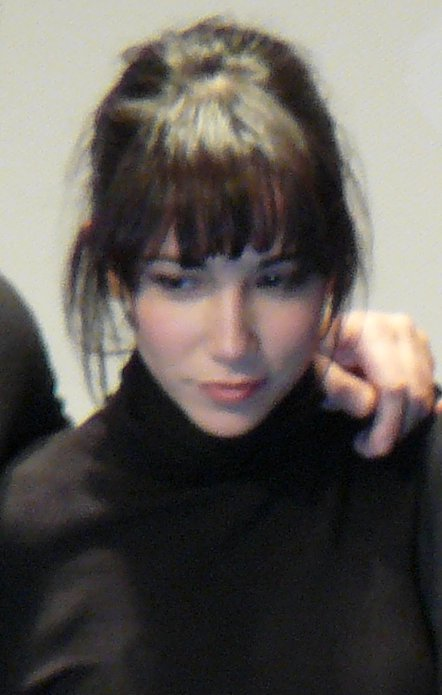
Cléa (Karina Testa)
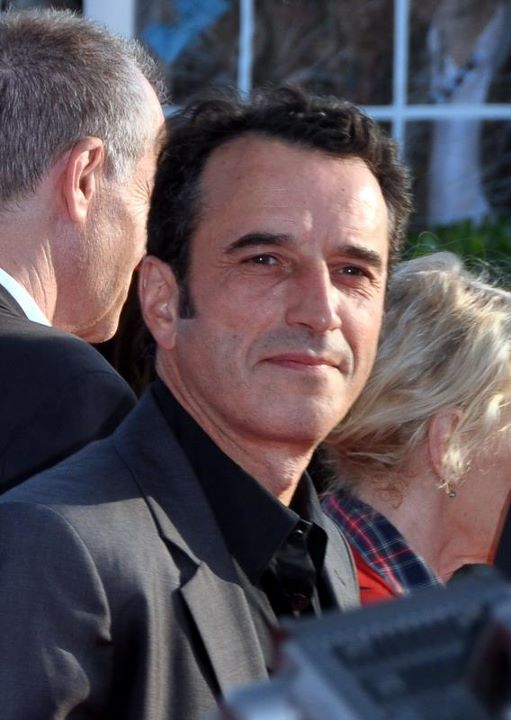
Leocritos (Bruno Todeschini)
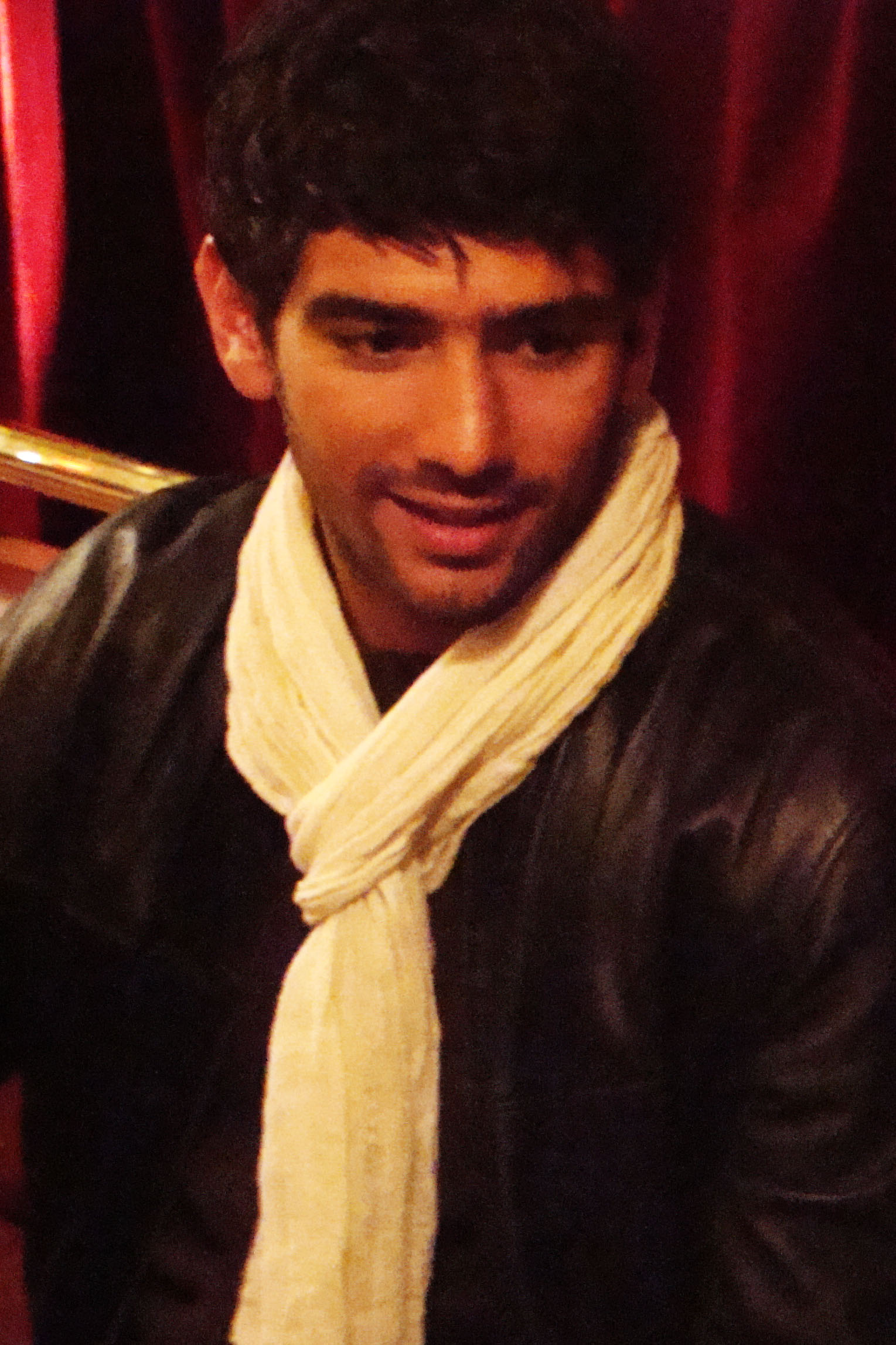
Orion (Salim Kechiouche)

## Episodenliste
| Ep. | Handlung |
| --- | --- |
| 1   | Griechenland im 8. Jahrhundert v. Chr. - Zehn Jahre sind seit der Belagerung Trojas vergangen. König Odysseus von Ithaka gilt nach wie vor als verschollen, während seine Frau Penelope fest an seine Rückkehr glaubt und sich weigert den Heiratsanträgen der Freier an ihrem Hof nachzugeben. Ihr Sohn Telemachos unterstützt sie dabei. Aus Mykene gelangen neue Sklavinnen nach Ithaka, darunter die junge Cléa, die einst mit ihrer Mutter Eurynome aus Troja geraubt wurde. Im Palast von Ithaka treffen sich beide wieder, ebenso trifft Cléa auf Prinz Telemachos. Beide finden sich gegenseitig attraktiv. Die Abwesenheit des Odysseus hat konkrete Folgen für die Insel, da andere Griechen nicht mit einem königslosen Reich handeln wollen. Das Volk hungert und Penelopes Freier drängen sie endlich zu einer neuen Heirat. Penelope schwört daraufhin bei den Göttern ein Leichentuch zu weben und anschließend einen Ehemann zu wählen. Da die Freier, unter Führung von Leocritos, ihr nicht trauen, bestehen sie darauf, dass Penelope ihnen das Tuch jeden Tag zeigt, um den Fortschritt zu sehen. Der junge Telemachos wird von einigen der Freier misshandelt und öffentlich gedemütigt. |
| 2   | Telemachos ersticht einen der Freier, die ihn misshandelt und gedemütigt haben, woraufhin er von dessen Cousin Leodes zum Duell auf Leben und Tod gefordert wird. Penelopes Versuch bei Leocritos, dem ersten der Freier, um Gnade für ihren Sohn zu bitten, wird von abgelehnt, da Penelope sich weigert Leocritos zu heiraten. Telemachos stimmt dem Duell zu und wird von Mentor zum Kampf ausgebildet. In der Nacht vor dem Kampf holt Mentor die Sklavin Cléa, damit sie dem Prinzen sexuell zu Diensten sein kann. Cléa gibt sich Telemachos hin. Telemachos stellt sich Leodes, hat jedoch keinerlei Chance im Kampf. In einer Verzweiflungstat entwendet Cléa, um Telemachos vor dem Todesstoß zu retten, Penelopes Leichentuch und präsentiert dies den Zuschauern des Kampfes, womit sie enthüllt, dass Penelope absichtlich das Leichentuch immer wieder manipuliert hat, damit es erst später fertig gewebt ist. Penelope ist der Täuschung ihrer Untertanen und der Götter überführt. Ihr Zorn richtet sich gegen Cléa, auf deren Hinrichtung sie nur auf Drängen ihres Sohnes verzichtet. Stattdessen wird die Sklavin für ihren Verrat ausgepeitscht. Penelope kann sich der Heirat mit Leocritos nicht länger widersetzen. |
| 3   | Auf Ithaka landet der fahrende Sänger Eucharistos am Tage von Penelopes Hochzeit mit Leocritos, und wird kurzerhand in das Hochzeitsprogramm eingebunden. Der Sänger erzählt eine Fassung der Geschichte der Einnahme von Troja und den Insassen im Trojanischen Pferd, wobei er ein kleines Detail einbaut, dass ihm erst vor rund einem Jahr erzählt wurde. Leocritos bestätigt dies, doch kann es dem Sänger nur von einem Mann erzählt worden sein - Odysseus. Telemachos erzählt die Geschichte den Bewohnern von Ithaka, die daraufhin glauben, dass Odysseus noch lebt. Die Ratsversammlung von Ithaka wendet sich daraufhin gegen die Heirat mit Leocritos und verlangt auf Odysseus zu warten. Gegen den Einspruch ihres Sohnes Telemachos schenkt Penelope dem Sänger die Sklavin Cléa, die ihm als Lustsklavin dienen muss, und die er über Penelope ausfragt. Zornig über Cléas Schicksal vergewaltigt Telemachos eine Dienstsklavin. Leocritos hofft, dass der Hunger die Versammlung bald zum Umdenken lenken wird, doch innerhalb der Freier brodelt Aufruhr. Leocritos beginnt eine Verschwörung, um Penelope zu entmachten. Der Sänger Eucharistos soll sie verführen, um Penelope des Ehebruchs überführen zu können, was ihre Absetzung als Königin zur Folge hätte. Leocritos gewinnt Cléas Mutter für den Plan, der ihr zusammen mit ihrer Tochter die Freiheit verspricht. Telemachos wiederum bringt Penelope dazu, einem persönlichen Treffen mit Eucharistos zuzustimmen - dafür übergibt ihm dieser Cléa wieder als Sklavin. |
| 4   | Leocritos Plan funktioniert, er stellt Penelope unter Arrest. Beim Prozess zu ihrer Absetzung als Königin wird Eucharistos mit einem Dolch erstochen, der Odysseus gehörte. Telemachos und das Volk von Ithaka sehen darin ein Zeichen für Odysseus Rückkehr. Antinoos, der Anführer der Aufrührer unter den Freiern, verliert die Geduld. Seine Männer und er stellen sich gegen die Königsfamilie und Leocritos und nehmen Ithaka in ihren Besitz. Ein Fluchtversuch der Königsfamilie scheitert, Cléa wird von Antinoos vergewaltigt, der sich nun selbst zum König erklärt. Am Strand wird der schiffbrüchige Odysseus angeschwemmt. |
| 5   | Kurz nach Odysseus Ankunft landet die spartanische Flotte von Menelaos, die durch Leocritus zu Hilfe gerufen wurde. Die Spartaner beenden das Regime von Antinoos. Menelaos, der faktisch nun Ithaka beherrscht, weigert sich das Königtum an Odysseus Familie zurückzugeben, stattdessen gibt er es Leocritos. Telemachos beansprucht nach Ithakas Gesetzen das Königtum im Zweikampf - Leocritos schickt Leodes in den Kampf. Wider Erwarten gewinnt Telemachos das Duell. Telemachos entlässt seine Geliebte und Sklavin Cléa in die Freiheit. Bevor er in einer feierlichen Zeremonie zum König ausgerufen werden soll, taucht Odysseus auf. |

## Kritik
„Die freie Adaption des Homer-Klassikers auf Arte kann mit Vergleichsgrößen wie der Rom-Serie (2005) allenthalben beim Sex mithalten.“

„(…) obwohl die Serie „Odysseus“ heißt, erzählt sie nichts von zehn Jahren voller Abenteuer auf See, die der König von Ithaka nach dem Trojanischen Krieg erlebt - denn das hätte wohl die Produktionskosten in sagenhafte Höhen getrieben. Stattdessen bleibt Arte für zwölf von Homer „inspirierte“ Folgen à 45 Minuten daheim bei Penelope (…)“

## DVD
- 2013: Odysseus – Macht, Intrige, Mythos.

## Synchronsprecher
Die Synchronsprecher für die deutsche Fassung:
| - Odysseus: Oliver Siebeck - Penelope: Sabine Falkenberg - Telemachos: Konrad Bösherz - Cléa: Luisa Wietzorek - Mentor: Erich Räuker - Leocritos: Viktor Neumann - Antinoos: Thomas Petruo - Orion: Tim Sander - Laertes: Uli Krohm - Eukharistos: Gerald Schaale - Helena: Debora Weigert | - Eurynome: Monica Bielenstein - Aristos: Filipe Pirl - Dolios: Peter Flechtner - Homer: Dirk Stollberg - Liodes: Leonhard Mahlich - Maia: Silvia Mißbach - Menelaos: Thomas Nero Wolff - Nausikaa: Esra Vural - Palamedes: Peter Reinhardt - Thyoscos: Stefan Krause - Adonis: Edwin Gellner |

## Sonstiges
Das Budget in Höhe von 14 Millionen Euro entsprach etwa dem Budget der Pilotserie von Rom.
Einige Personen wie Orion und Maia haben trotz Namensgleichheit keinen Bezug zur entsprechenden griechischen Mythologie.